# Мали прави задњи мишић главе
Мали прави задњи мишић главе (лат. musculus rectus capitis posterior minor) је парни мишић врата, који је локализован у четвртом слоју задње стране његове мускулатуре. Он се налази на граници између главе и врата, и заједно са великим правим задњим, горњим и доњим косим мишићем главе образује тзв. Арнолдов потпотиљачни троугао.
Припаја се на љусци потиљачне кости и на задњој квржици првог вратног пршљена.
У инервацији овог мишића учествује потпотиљачни живац, а основна функција му је опружање (екстензија) главе.